# Ottmar Ballweg
Ottmar Ballweg (* 11. März 1928 in Hockenheim; † 17. September 2019) war ein deutscher Jurist und Philosoph.
Nach seiner Promotion zum Doctor Juris Utriusque 1959 an der juristischen Fakultät in Basel habilitierte er sich 1968 in den Fächern Rechtsphilosophie und Rechtssoziologie an der Johannes Gutenberg-Universität in Mainz, wo er ab 1973 bis zu seiner Emeritierung 1993 Professor in diesen Fächern war.
Ballweg war neben Theodor Viehweg der bedeutendste Vertreter der Mainzer Schule, einer Richtung der juristischen Rhetorik.